# Microscope de Heisenberg
Le microscope de Heisenberg est une expérience de pensée proposée par Werner Heisenberg qui a servi de base à certaines idées reçues sur la mécanique quantique. En particulier, il fournit un argument pour le principe d'incertitude sur la base des principes de l'optique classique.
Le concept a été critiqué [pas clair] par le mentor de Heisenberg Niels Bohr et les développements théoriques et expérimentaux ont suggéré que l'explication intuitive de Heisenberg [pas clair] de son résultat mathématique pourrait être trompeur,. Alors que l'acte de mesure conduit à l'incertitude, la perte de précision est inférieure à celle prédite par l'argument de Heisenberg lorsqu'elle est mesurée au niveau d'un état individuel. Le résultat mathématique formel reste cependant valable, et l'argument intuitif d'origine a également été justifié mathématiquement lorsque la notion de perturbation [pas clair] est développé pour être indépendant de tout état spécifique,.

## L'argument de Heisenberg

L'électron est éclairé par le bas par une lumière représentée à la fois par des photons et des ondes, avec des fronts d'onde représentés par des lignes bleues. Les photons qui entrent dans le microscope s'écartent de la verticale d'un angle inférieur à ε/2 et donnent une impulsion à l'électron lorsqu'ils se dispersent. La représentation des fronts d'onde à l'intérieur du microscope n'est pas physique en raison des effets de diffraction qui produisent une image floue et donc une incertitude de position.

Heisenberg suppose qu'un électron est comme une particule classique, se déplaçant dans la direction {\displaystyle x} le long d'une ligne sous le microscope. Laissons le cône de rayons lumineux quitter l'objectif du microscope et se focaliser sur l'électron en faisant un angle {\displaystyle \varepsilon } avec l'électron. Notons {\displaystyle \lambda } la longueur d'onde des rayons lumineux. Alors, selon les lois de l'optique classique, le microscope ne peut résoudre la position de l'électron qu'avec une précision de,
{\displaystyle \Delta x={\frac {\lambda }{\sin \varepsilon }}.}
Un observateur perçoit une image de la particule parce que les rayons lumineux frappent la particule et rebondissent à travers le microscope vers l'œil de l'observateur. Nous savons par des preuves expérimentales que lorsqu'un photon frappe un électron, ce dernier a un recul Compton avec une Quantité de mouvement proportionnelle à {\displaystyle h/\lambda }, où {\displaystyle h} est la constante de Planck. Cependant, l'étendue du "recul ne peut pas être connue avec précision, car la direction du photon diffusé est indéterminée dans le faisceau de rayons entrant dans le microscope" [réf. nécessaire]. En particulier, la quantité de mouvement de l'électron dans la direction {\displaystyle x} n'est déterminée que jusqu'à
{\displaystyle \Delta p_{x}\approx {\frac {h}{\lambda }}\sin \varepsilon .}
Combinant les relations pour {\displaystyle \Delta x} et {\displaystyle \Delta p_{x}}, on a donc
{\displaystyle \Delta x\Delta p_{x}\approx \left({\frac {\lambda }{\sin \varepsilon }}\right)\left({\frac {h}{\lambda }}\sin \varepsilon \right)=h},
qui est une expression approximative du principe d'incertitude de Heisenberg [réf. nécessaire].

## Analyse de l'argumentation
Bien que l'expérience de pensée ait été formulée comme une introduction au principe d'incertitude de Heisenberg, l'un des piliers de la physique moderne, elle attaque les prémisses mêmes sous lesquelles elle a été construite, contribuant ainsi au développement d'un domaine de la physique - à savoir la mécanique quantique - qui redéfinit les termes sous lesquels l'expérience de pensée originale a été conçue.
La mécanique quantique se demande si un électron a effectivement une position déterminée avant qu'il ne soit perturbé par la mesure utilisée pour établir la dite position déterminée. Dans le cadre d'une analyse plus approfondie en mécanique quantique, un électron a une certaine probabilité d'apparaître à n'importe quel point de l'univers, bien que la probabilité qu'il soit loin de l'endroit auquel on s'attend devienne très faible à de grandes distances du voisinage dans lequel il se trouve à l'origine. En d'autres termes, la "position" d'un électron ne peut être énoncée qu'en termes de distribution de probabilité, tout comme les prédictions de l'endroit où il peut se déplacer [réf. nécessaire].